# Simon Gotch
Seth Lesser (Hoboken, 18 de outubro de 1982) é um lutador americano de luta livre profissional. Ele é mais conhecido pela sua passagem na WWE e no seu território de desenvolvimento, o NXT, sob o nome de ringue Simon Gotch. Venceu o Campeonato de Duplas do NXT juntamente com Aiden English, que eram conhecidos coletivamente como The Vaudevillains.

## Carreira na luta livre profissional

### Circuito independente (2002–2013)
Smith competiu no circuito independente, aparecendo em promoções, como All Pro Wrestling, Pro Wrestling Guerrilla, Chikara e Full Impact Pro. Ele competiu como Ryan Drago, um personagem parecido com grapplers do início do século XX, como Georg Hackenschmidt.

### WWE

#### NXT (2013–2016)
Em junho de 2013, Smith assinou um contrato de desenvolvimento com a WWE e foi designado para o seu território de desenvolvimento, o WWE NXT, onde adotou o nome de ringue Simon Gotch (uma homenagem a Frank e Karl Gotch). Em junho de 2014, Gotch formou uma dupla com Aiden English conhecidos como The Vaudevillains. Eles fizeram sua estreia em ringue como uma equipe no episódio de 19 de junho do NXT, derrotando Angelo Dawkins e Travis Tyler. Em agosto, os Vaudevillains participaram de um torneio para determinar os desafiantes ao Campeonato de Duplas do NXT, mas perderam para os The Lucha Dragons (Sin Cara e Kalisto) na final. No NXT de 30 de outubro, eles ganharam uma battle royal de duplas para se tornarem os desafiantes pelos títulos. Eles receberam a chance no NXT TakeOver: R Evolution contra os Lucha Dragons, mas não tiveram sucesso.
Depois de um hiato, os Vaudevillians retornaram no NXT de 3 de junho de 2015, derrotando Jason Jordan e Marcus Louis. No NXT de 8 de julho, eles derrotaram Enzo Amore e Colin Cassady para tornarem-se nos desafiantes pelo Campeonato de Duplas do NXT. Os Vaudevillians receberam sua chance pelo título no NXT de 29 de julho, mas não foram bem sucedidos. A dupla finalmente venceu os títulos no NXT TakeOver: Brooklyn, depois de derrotarem Blake & Murphy. No NXT de 11 de novembro, os Vaudevillains perderam o título para Dash Wilder e Scott Dawson, terminando o seu reinado em 61 dias. No NXT de 25 de novembro, eles perderam a revanche pelo título. No NXT de 23 de dezembro, os Vaudevillains competiram em uma luta de quatro duplas contra Blake e Murphy, The Hype Bros (Zack Ryder e Mojo Rawley) e Chad Gable e Jason Jordan, que foi ganha por estes últimos. No NXT de 16 de março de 2016, os Vaudevillains foram derrotados por Gable e Jordan, agora conhecidos como American Alpha, em uma luta pra determinar os desafiantes ao Título de Duplas do NXT.

#### Plantel principal (2016–2017)

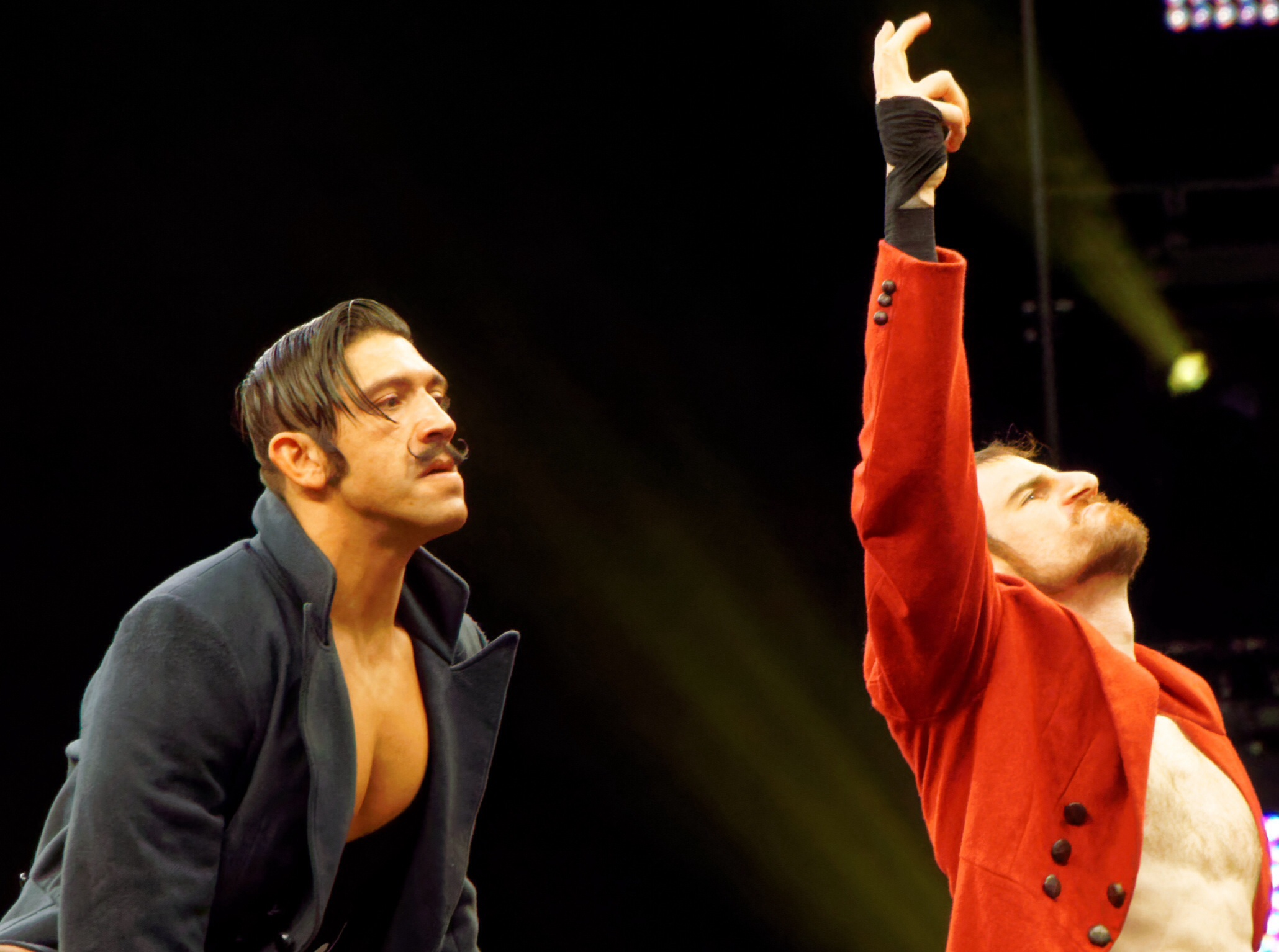
The Vaudevillains (Gotch e Aiden English) em abril de 2016.

No Smackdown de 7 de abril, os The Vaudevillains estrearam no plantel principal derrotando os The Lucha Dragons (Kalisto e Sin Cara). No Raw de 11 de abril os Vaudevillains foram anunciados como uma das equipes a participar do torneio para determinar os desafiantes ao Campeonato de Duplas da WWE. No Smackdown de 14 de abril, eles derrotaram Goldust e Fandango nas quartas de final, no Raw de 18 de abril derrotaram os Usos nas semifinais e no Payback os Vaudevillains enfrentaram Enzo Amore e Big Cass, mas o combate foi interrompido pelo árbitro quando Simon Gotch jogou Amore na corda de baixo fazendo-o bater a cabeça e sofrer uma concussão. Na noite seguinte, os Vaudevillains foram anunciados como os desafiantes ao título. No evento seguinte, Extreme Rules, os Vaudevillains foram derrotados pelos campeões Big E e Xavier Woods, representando os The New Day. Eles tiveram uma revanche na noite seguinte, no Raw, mas perderam por desqualificação depois da interferência de Luke Gallows e Karl Anderson. Os Vaudevillains competiram em uma luta de quatro duplas pelo Campeonato de Duplas da WWE no Money in the Bank, mas não conseguiram derrotar os campeões The New Day.
Em 2017, após a Wrestlemania 33, a WWE liberou Gotch.

## Na luta livre
- Movimentos de finalização
  - Gentleman's Clutch[2] (Bridging cobra clutch underhook suplex)[2][18]
  - Brock Samson's Revenge (Tiger Driver)[19] – circuito independente
- Movimentos secundários
  - Back body drop
  - Corner forearm smash
  - Rolling fireman's carry slam
  - Sole Kick
- Com Aiden English
  - Movimentos de finalização da dupla
    - The Gentleman's Congress[20] / Whirling Dervish (Uppercut na cabeça do oponente (Gotch) seguido por um Swinging neckbreaker (English))[21]
    - Rolling fireman's carry slam (Gotch) seguido por um That's A Wrap (English)[4]
- Managers
  - Blue Pants
- Alcunhas
  - "The Gentleman Bruiser"[2]
  - "The Steam-Powered Madman"[2]
- Temas de entrada
  - "A Quicker Accomplishement" por Art Test Music (NXT; 30 de maio de 2014 – 25 de setembro de 2014; usado enquanto fazia equipe com Aiden English)
  - "Voix de Ville" por CFO$ (NXT/WWE; 2 de outubro de 2014 – 24 de junho de 2015; 14 de abril de 2016 – abril de 2017; usado enquanto fazia equipe com Aiden English)
  - "Vau de Vire" por CFO$ (NXT/WWE; 1 de julho de 2015 – 7 de abril de 2016; usado enquanto fazia equipe com Aiden English)

## Títulos e prêmios
- Pro Wrestling Illustrated
  - PWI colocou-o em 215º dos 500 melhores lutadores individuais na PWI 500 em 2014
- World League Wrestling
  - WLW Tag Team Championship (1 vez) – com Elvis Aliaga
- WWE NXT
  - NXT Tag Team Championship (1 vez) – com Aiden English